# Trigonella astroides
Trigonella astroides är en ärtväxtart som beskrevs av Fisch. och Carl Anton von Meyer. Trigonella astroides ingår i släktet trigonellor, och familjen ärtväxter. Inga underarter finns listade i Catalogue of Life.